# Trò Xuân Phả
Trò Xuân Phả là các trò diễn dân gian mô tả cảnh 5 quốc gia cổ (thuộc Trung Hoa, Hòa Lan, Tú Huần, Chăm Pa, Ai Lao) đem lễ vật cùng với những tiết mục múa hát đặc sắc của quốc gia họ để chúc mừng Hoàng đế nước Việt xưa. Trò Xuân Phả được hình thành và phát triển hơn 1000 năm để trở thành một tổ hợp múa dân gian đặc sắc, độc nhất vô nhị diễn ra hàng năm ở Nghè Xuân Phả, xã Thọ Xuân, tỉnh Thanh Hóa và được ghi danh là di sản văn hóa phi vật thể quốc gia. Trò Xuân Phả gồm có 5 điệu múa rất đặc biệt với tên gọi Hoa Lang, Tú Huần, Ai Lao, Ngô Quốc và Chiêm Thành. Trò Xuân Phả thường diễn ra vào các ngày từ 10 đến 12 tháng 2 âm lịch hàng năm tại di tích Nghè Xuân Phả.